# Landtagswahl im Burgenland 1930
- SDAPDÖ: 13
- CS: 14
- LB: 5

Die Landtagswahl im Burgenland 1930 wurde am 9. November 1930 durchgeführt und war die vierte Landtagswahl im Bundesland Burgenland. Am gleichen Tag wurde in Österreich zudem die Nationalratswahl 1930 durchgeführt, wobei die Burgenländer mit einer Stimme gleichzeitig für den Landtag und den Nationalrat stimmten. Die Christlichsoziale Partei (CSP) trat dabei nicht mehr als Einheitsliste auf, sondern kandidierte unter dem Namen „Christlichsoziale Partei – Heimwehr“. Gegenüber ihrem Ergebnis von 1927 konnte die Christlichsoziale Partei ihren Stimmanteil von 42,8 % und ihre 14 von insgesamt 32 Mandaten halten. Die Sozialdemokratische Arbeiterpartei Deutschösterreichs (SDAPDÖ) verlor hingegen rund drei Prozentpunkte, konnte jedoch mit einem Stimmenanteil von 37,8 % ebenfalls ihre 13 Mandate halten. Auch der Landbund, der im Wahlbündnis Nationaler Wirtschaftsblock und Landbund antrat, hielt trotz leichter Verluste von 0,6 Prozentpunkten seine 5 Mandate. Der Heimatblock erzielte 2,3 %, die Nationalsozialistische Deutsche Arbeiterpartei (NSDAP) 0,7 % und die Kommunistische Partei Österreichs (KPÖ) 0,4 %. Alle drei Parteien verfehlten damit den Einzug in den Landtag.
Der Landtag der IV. Gesetzgebungsperiode konstituierte sich in der Folge am 5. Dezember 1930.

## Ergebnisse

### Gesamtergebnis
|                                                                         | Ergebnisse 1930 | Ergebnisse 1930 | Ergebnisse 1930 | Ergebnisse 1927  | Ergebnisse 1927  | Ergebnisse 1927  | Differenzen | Differenzen | Differenzen |
| ----------------------------------------------------------------------- | --------------- | --------------- | --------------- | ---------------- | ---------------- | ---------------- | ----------- | ----------- | ----------- |
| Wahlberechtigte                                                         | 161.381         | 161.381         | 161.381         | 166.436          | 166.436          | 166.436          | - 5.055     | - 5.055     | - 5.055     |
| Wahlbeteiligung                                                         | 83,98 %         | 83,98 %         | 83,98 %         | 82,29 %          | 82,29 %          | 82,29 %          | + 1,69 %    | + 1,69 %    | + 1,69 %    |
|                                                                         | Stimmen         | %               | Mand.           | Stimmen          | %                | Mand.            | Stimmen     | %           | Mand.       |
| Abgegebene Stimmen                                                      | 135.525         |                 |                 | 136.968          |                  |                  | - 1.443     |             |             |
| Ungültig                                                                | 1.400           | 1,03 %          |                 | 1.678            | 1,23 %           |                  | - 278       | - 0,20 %    |             |
| Gültig                                                                  | 134.125         | 98,96 %         |                 | 135.290          | 98,77 %          |                  | - 1.165     | + 0,20 %    |             |
| Partei                                                                  |                 |                 |                 |                  |                  |                  |             |             |             |
| Christlichsoziale Partei – Heimwehr (CSP)                               | 57.336          | 42,75 %         | 14              | 57.688           | 42,64 %          | 14               | - 352       | + 0,11 %    | ± 0         |
| Sozialdemokratische Arbeiterpartei Deutschösterreichs (SDAPDÖ)          | 50.723          | 37,82 %         | 13              | 55.111           | 40,74 %          | 13               | - 4.388     | - 2,92 %    | ± 0         |
| Nationaler Wirtschaftsblock und Landbund                                | 21.533          | 16,05 %         | 5               | 22.491           | 16,62 %          | 5                | - 958       | - 0,57 %    | ± 0         |
| Heimatblock                                                             | 3.078           | 2,29 %          | 0               | nicht kandidiert | nicht kandidiert | nicht kandidiert | + 3.078     | + 2,29 %    | ± 0         |
| Nationalsozialistische Deutsche Arbeiterpartei (Hitlerbewegung) (NSDAP) | 983             | 0,73 %          | 0               | nicht kandidiert | nicht kandidiert | nicht kandidiert | + 983       | + 0,73 %    | ± 0         |
| Kommunistische Partei Österreichs (KPÖ)                                 | 562             | 0,42 %          | 0               | nicht kandidiert | nicht kandidiert | nicht kandidiert | + 562       | + 0,42 %    | ± 0         |
| Gesamt                                                                  | 134.125         | 100,00 %        | 32              | 135.290          | 100,00 %         | 32               | - 1.165     |             |             |